# Burgus Dunakömlőd

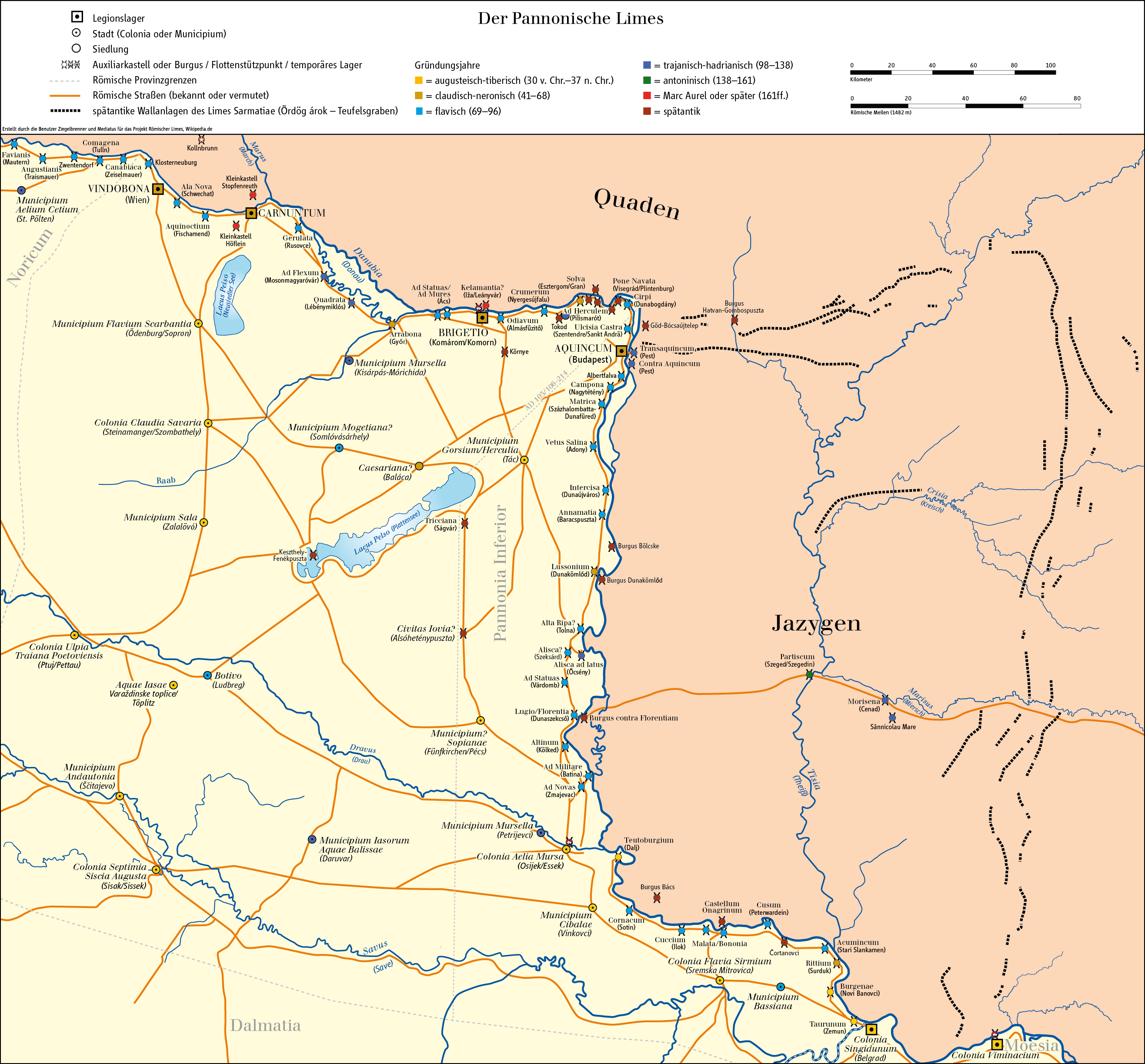
Die Lage des Ländeburgus am niederpannonischen Donaulimes.

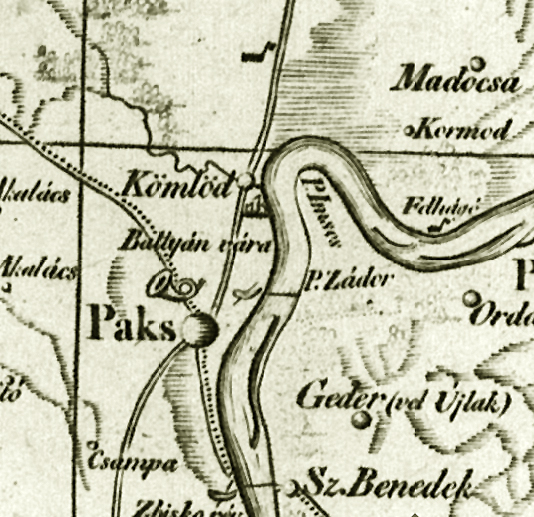
Paks und Kömlőd (Kimling) auf einem Ausschnitt einer Karte von 1809. Zu sehen sind die Halbinsel Imsós, die sog. Überfahrt Imsós bei Zádor und die Battyán vára (Battyán-Burg), an deren Stelle einst das Kastell Lussonium stand.

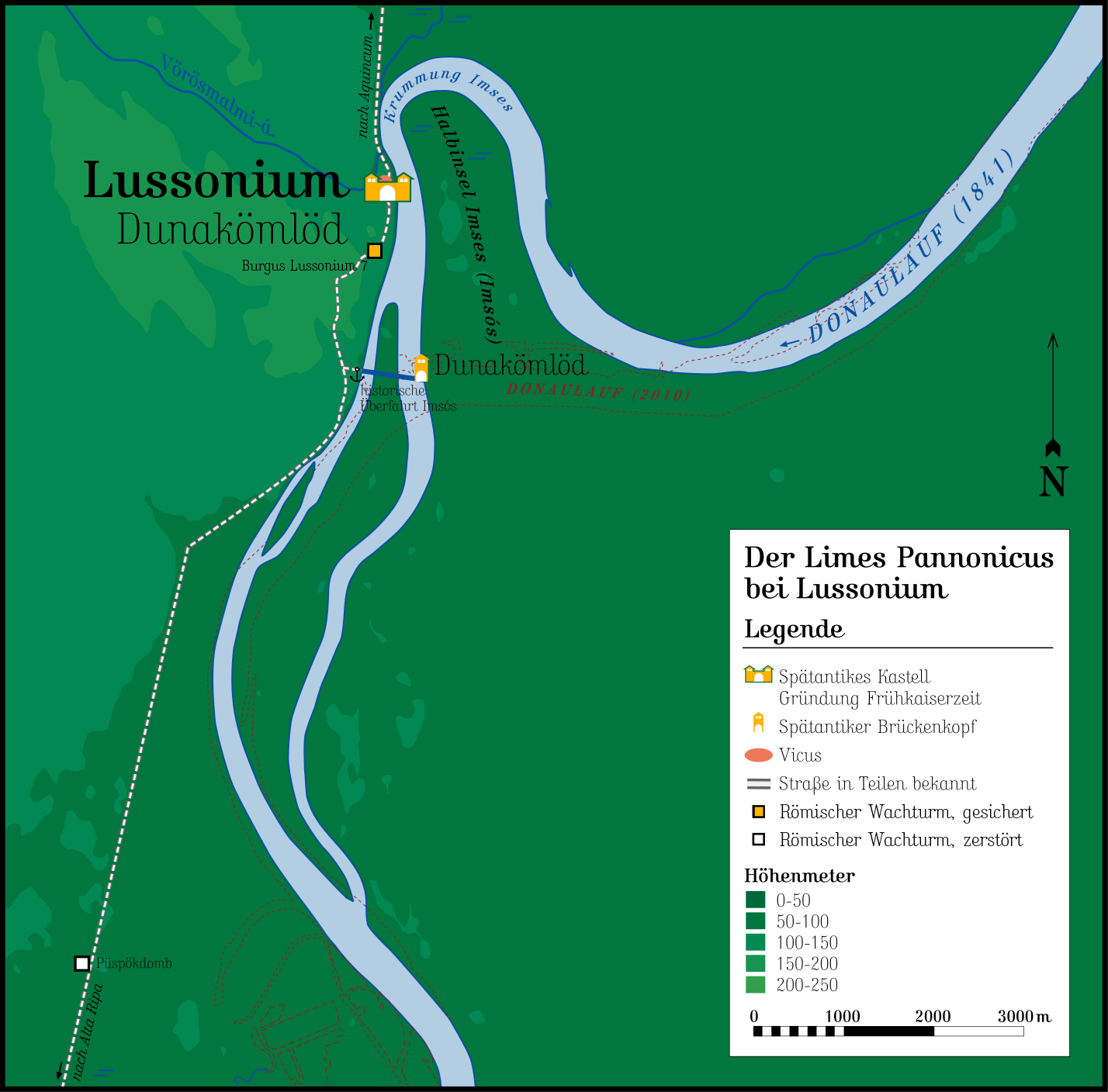
Das Kastell Lussonium und der Ländeburgus mit der nach Aquincum führenden Heerstraße.

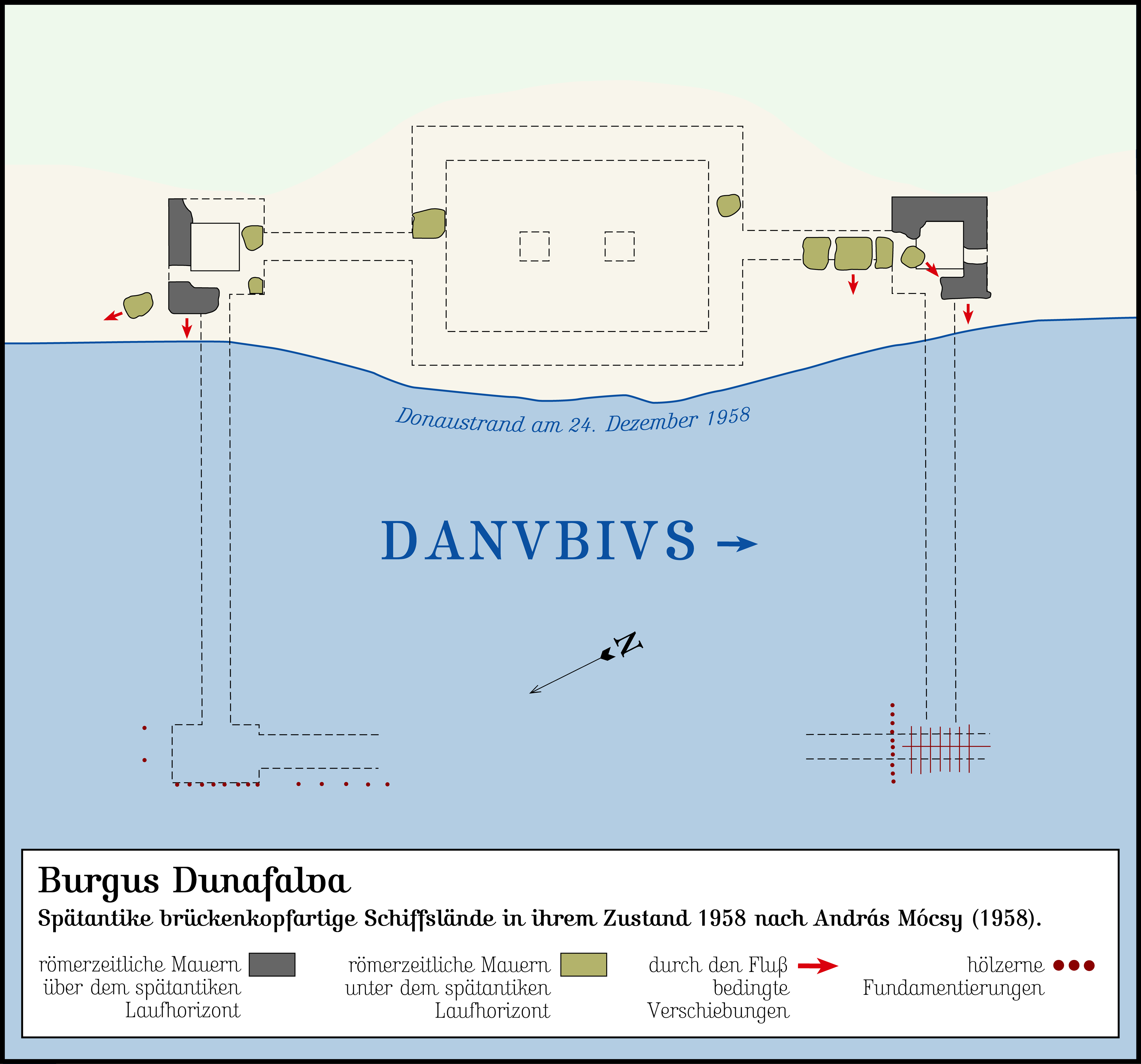
Grundriss des Ländeburgus Contra Florentiam, so oder so ähnlich könnte auch der Burgus von Dunakömlőd ausgesehen haben.

Der Burgus Dunakömlőd, der auch unter den Namen Zádor–Imsós und Contra Lussonium bekannt geworden ist, war ein ehemaliger römischer Ländeburgus, dessen Besatzung in der Spätantike einen Flussübergang am pannonischen Donaulimes sicherte. Die Anlage befand sich am Ostufer des Stromes, schräg gegenüber dem Kastell Lussonium, auf einer schon im Barbaricum befindlichen Halbinsel, heute das Gemeindegebiet von Dunakömlőd, im ungarischen Komitat Tolna.

## Lage
Die antike topographische Situation ist heute vor Ort nur mehr sehr schwer zu rekonstruieren, da sich der Lauf der Donau seither vollständig verändert hat. Bis zur Flussregulierung in den 1840er Jahren floss der Strom in einem mächtigen, nach Norden ausgreifenden Bogen östlich des 1785 als „Kimling“ wiederbegegründeten Ortes Dunakömlőd vorbei. Dieser Bogen, dessen nördlichster Punkt früher als „Krümmung Imses“ (Krümmung von Imsós) bekannt war, ist noch durch Altwasserarme und Waldsäume im Gelände erkennbar. Der heutige Donaulauf hat die einst als „Halbinsel Imsós“ bekannte Landzunge vollständig ausgespart. Von Nordosten kommend, fließt der Strom seit dem 19. Jahrhundert statt nach Nordwesten zur „Krümmung Imses“ direkt nach Westen und knickt dann nach Südwesten ab. Nahe diesem Knick, an den das Nordende der Stadt Paks reicht, wurden die Reste des Burgus Dunakömlőd in der Donau entdeckt. Einst kam der Fluss in diesem Bereich nicht von Osten, sondern von Norden, von der „Krümmung Imses“ her. Und entsprechend lag der Ländeburgus nicht wie heute am Nordufer des Flusses, sondern an dessen Ostufer auf der „Halbinsel Imsós“. Nordwestlich des Burgus, auf der damaligen anderen Uferseite stand möglicherweise bereits seit dem Ende des 1. Jahrhunderts n. Chr. auf einem hohen Lössberg das Kastell Lussonium. Beide rund 1,2 Kilometer voneinander entfernt liegenden Militärplätze besaßen auch Sichtkontakt zueinander.
Die Wahl des Bauplatzes für den Ländeburgus entsprang nicht dem Zufall, sondern war wohlüberlegt, da in diesem Bereich schon seit prähistorischer Zeit ein häufig benutzter Donauübergang bestand, die sog. „Überfahrt Imsós“. In der späteren ungarischen Geschichte setzten hier mehrfach große Heeresverbände über den Strom. Besondere Berühmtheit erlangte in diesem Zusammenhang das Übersetzen der Revolutionstruppen des ungarischen Nationalhelden Ferenc Rákóczis 1705/1706 unter der Führung des Generals János Bottyán. Nachdem dessen Truppen sicher das Westufer erreicht hatten, verschanzten sie sich auf dem Areal des einstigen Kastells Lussonium. Die Stelle trug auf den Landkarten von da ab den Namen „Bottyán vár“ (Bottyán-Burg), heute „Bottyán-Sánc“ (Bottyán-Wall).

## Name
Der in der Vergangenheit vielfach angenommene, rekonstruierte Name Contra Lussonium lässt sich durch die antiken Quellen nicht belegen. Bereits der Limesexperte Sándor Soproni (1926–1995) hielt diese Namensrekonstruktion für weniger wahrscheinlich. Insgesamt ist die Diskussion um verschiedene erhalten gebliebene bzw. rekonstruierte antike Namen entlang des ungarischen Donaulimes noch nicht abgeschlossen.

## Forschungs- und Baugeschichte
Die Anlage ist – wie auch der etwas weiter nördlich gelegene Burgus Bölcske – heute vollkommen von der Donau überspült. Sigmund Szelle, ein Hobbyarchäologe, untersuchte 1879 bei Niedrigwasser die Baureste, die sich damals bereits „14 m unter 0“ befanden. Szelle ging davon aus, dass die Ursache dieser tiefen Lage in einer Absenkung des Bodens und einer Verlagerung durch die Strömungskräfte zu suchen sei. Szelle gab in seinem unter dem Titel Die Römerschanze in der Donau bei Paks veröffentlichten Untersuchungsbericht weiter an, dass die Gebäudereste eine Ausdehnung von 100 × 55 Meter besessen haben. Mit diesen Abmessungen entspricht die Fortifikation auch ungefähr den Dimensionen der anderen vom ungarischen Donaulimes bekannt gewordenen spätantiken Ländeburgi, so beispielsweise dem etwas weiter südlich gelegenen Burgus contra Florentiam (59 × ca. 85 Meter). Dies lässt, neben weiteren Faktoren, klare Rückschlüsse auf seine Erbauung im 4. Jahrhundert zu. Noch bis in die 1920er Jahre konnten die Mauern des Ländeburgus bei niedrigem Wasserstand beobachtet werden.

## Funde
Gegen Ende des 19. Jahrhunderts wurden im Bereich des Burgus von Fischern und Schiffern immer wieder Ziegelstempel aufgefunden, darunter auch solche der OF ARN-Gruppe. Neben diesen Ziegelstempeln kamen auch Spolien älterer verbauter Inschriftensteine ans Licht. Nachfolgend sind die Inschriften der Stempel aufgelistet.
- OF AR MAXENTI AR (5 Stücke),
- CO MAXIMIN (1 Stück),
- [F]L SENECIO … (2 Stücke) und
- AP LVPO ORD (1 Stück).

Außerdem fanden sich ein valentinianischer Stempel der in Vindobona (Wien) kasernierten Legio X Gemina (10. Legion, die Zwillinge):
- [LEG X G MAG S]ATVRNINVS (1 Stück)

Stempel der OF ARN-Gruppe lassen sich in die Zeit der Herrschaft der Kaiser Constantius II. (337–361) und Valentinian I. (364–375) datieren. Da sich die Stempelabkürzungen AR, ARN bzw. ARAN einstweilen jedoch nicht eindeutig erklären lassen, bleiben die bisherigen Übersetzungsvorschläge spekulativ. Möglich wäre Officinae auxiliares ripenses. Nach Meinung des Archäologen Barnabás Lőrincz (1951–2012) können die Ziegel des vorgenannten Maxentius der Zeit zwischen 351 und 354 n. Chr. zugeordnet werden. Andere Forschungsergebnisse, welche die Ziegelstempel des Maxentius in den Provinzen Pannonia I und Valeria sowie im benachbarten Barbaricum analysierten, legen das Auftreten dieser Stempel entweder an das Ende der 350er Jahre oder in die letzten Jahre der Herrschaft Valentinians I.
Ziegel des Fl(avius) Senecio sind bisher aus anderen Festungen nicht bekannt geworden. Der Archäologe Jenő Fitz nahm an, dass Stempel vom Typ LEG X G MAG SATVRNINVS aus der Privatziegelei eines Saturninus stammen könnten, diese Vermutung gilt heute jedoch als überholt.
Der wohl als AP(parante) LVPO ORD(inario) zu lesende Stempel des Zenturios Lupus (nicht LVP(pian)O, wie häufig in der älteren Literatur genannt) tritt auch in Vergesellschaftung mit dem am Burgus Dunakömlőd bisher nicht aufgefundenen Stempel des Frigeridus dux auf, was eine zeitliche Zuordnung möglich macht. Frigeridus besaß höchstwahrscheinlich zwischen 371 und 373/374 den militärischen Oberbefehl über die pannonische Provinz Valeria (Dux Valeriae ripensis), zu der auch das Gebiet um Dunakömlőd gehörte.
Zu den Flussfunden aus Paks soll auch eine fast vollständig erhaltene, unverzierte Beinschiene gehören, die sich in der berühmten, Wissenschaftlern zugänglichen Berliner Privatsammlung von Axel Guttmann befand, bevor diese nach dem Tod des Sammlers 2001 aufgelöst und teils über Auktionsverkäufe weltweit verstreut wurde. Das Stück stammte aus dem 2./3. Jahrhundert und gehört damit nicht zum Komplex des spätantiken Burgus Dunakömlőd.

## Limesverlauf vom Burgus Dunakömlőd bis zum Kastell Tolna
Der südliche Abschnitt des pannonischen Limes in Ungarn wurde von der Forschung bis zum Ende des 20. Jahrhunderts weitgehend vernachlässigt, so dass etliche Analysen noch auf die Erkenntnisse der Ausgräber des 19. Jahrhunderts zurückgehen.
| Strecke | Name/Ort                                           | Beschreibung/Zustand |
| ------- | -------------------------------------------------- | --- |
| 7       | Burgus Dunakömlőd (Burgus Lussonium 1)             | Die Landstraße 6 folgt bis zum Kastell Tolna weitgehend dem Verlauf der antiken Limesstraße. Lediglich auf den letzten Kilometern vor Tolna weicht die römische Trasse deutlich von dem modernen Straßenverlauf ab. |
| 7       | Paks                                               | Bis zur Donauregulierung in den 1840er Jahren folgte die Hauptstraße von Dunakömlőd nach Paks der in Teilen noch unbekannten antiken Trasse durch die Lösshügellandschaft. Erst vor dem Nordende der Stadt Paks stieß die Straße wieder an das Donauufer. Mittels Suchschnitten wurde der Aufbau dieser wichtigen antiken Verkehrsader untersucht: Als Fundamentierung diente eine dicke Schicht aus Steinen und Ziegelbruchstücken, auf die eine mindestens 10 bis 15 Zentimeter starke Schotterung aufgetragen wurde. Wie sich an den nördlichen Straßenabschnitten zeigte, müssen wohl auch die entlang der Straße liegenden südlichen Militärposten Sichtverbindung zueinander gehabt haben, um im Alarmfall Signale geben zu können. Leider sind jedoch nur wenige dieser Stationen bekannt. In Paks hat es offenbar ebenfalls eine römische Ansiedlung gegeben. Am Nordrand der Stadt, ungefähr auf Höhe des Burgus Dunakömlőd, fand sich eine große Zahl von Steindenkmälern. Im Stadtbereich selber kamen einige Gräber, zu der eine Bestattung in einem Sarkophag zählte, ans Licht. Wie bei der unter unklaren Umständen in den 1820er Jahren an der Donau entdeckten großen Mithras-Tafel, die Mithras, den zu opfernden Stier, einen Hund und einen Skorpion zeigt, sind die genauen Fundumstände jedoch oft nicht mehr zu ermitteln. Die Zeitstellung einer Rechteckschanze im südlichen Stadtgebiet konnte bisher ebenfalls nicht geklärt werden. Auch der Verlauf der Limesstraße südlich von Paks ist nur bruchstückhaft bekannt. |
| 7       | Paks-Atomkraftwerk (Burgus Lussonium 2)            | Auf Grundlage eines Luftbildes, das 1953 aufgenommen worden war, war der Archäologe Zsolt Visy in der Vergangenheit davon ausgegangen, einen Wachturm an der Westseite der Landstraße 6 entdeckt zu haben. Der Standort wäre drei Kilometer südlich von Paks zu finden gewesen. Die Aufnahme zeigte eine 40 Meter breite U-förmige, grabenartige Struktur. Da jedoch nicht einmal sicher ist, dass die antike Limesstraße in diesem Bereich mit der Trasse der Landstraße übereinstimmt, bleiben alle Überlegungen, in der Struktur einen Straßenturm zu sehen, Spekulation. Fundobjekte oder andere Besonderheiten wurden bei Feldbegehungen ebenfalls nicht beobachtet. Erst südlich dieser Stelle ist der Verlauf der Limesstraße gesichert. |
| 7       | Paks, Püspök-Hügel (Burgus Lussonium 3)            | Der archäologisch interessante Püspök- (Bischofs-)Hügel bei Paks-Csámpa wurde dem Ausbau der Landstraße 6 geopfert und in zwei Teile zerschnitten. Ein wichtiger Vertreter der frühen Archäologie in Ungarn, der Pfarrer Mór Wosinszky (1854–1907), berichtete im 19. Jahrhundert von römischen Gebäuden an diesem Platz. Er sammelte hier römische Mörtelresten, Ziegelsteinbruchstücken, sieben Fragmente von Tegulae sowie römischer Keramik ein. Einheimische berichteten dem Forscher von Mauern, die tief in der Erde steckten. Beim Ausbau der westlich vorbeiführenden Landstraße 6 kam 1951 an deren Ostseite ein römischer Meilenstein zum Vorschein, dessen Aufschrift jedoch nicht mehr erhalten ist. Die Archäologin Eszter B. Vágó (1928–1970) nahm an, dass dort die Angabe 79 milia passuum von Aquincum gestanden haben könnte. Die 1989 unter der Leitung von Visy erfolgte Grabung an diesem Platz bestätigte den Befund eines Wachturms teilweise. Neben frühen eisenzeitlichen Gruben und einem Grab fanden sich von dem gesuchten römerzeitlichem Bau lediglich noch Fundamentlagen. Das aufgehende Mauerwerk war teilweise völlig zerstört und weitgehend dem Steinraub anheimgefallen. Um die Fundstelle herum kamen ein paar Scherben römischer Keramik zu Tage. Der Hügel wurde im Laufe der Jahrhunderte wohl immer wieder für Reparaturarbeiten an der Landstraße angeschnitten und das römische Steinmaterial herausgeholt. Dies wird auch durch die Tatsache deutlich, dass lediglich die der Straße abgewandte Ostseite des Bauwerks etwas besser erhalten war. Die Limesstraße konnte – im Bereich des Wachturms – unmittelbar östlich nachgewiesen werden. Heute ist an dem Platz nichts mehr zu sehen. |
| 7       | Dunaszentgyörgy (Burgus Lussonium 12)              | Nördlich von Dunaszentgyörgy durchschneidet die Landstraße 6 einen Hügel, auf dem sich einst ein römischer Wachturm erhob. Er liegt am südlichen Ufer eines Altarms der Donau unter landwirtschaftlich genutztem Boden. Sein Doppelgraben lässt sich heute noch sowohl im Luftbild, als auch am Boden erkennen, wobei der westliche Grabenbereich dem Straßenbau zum Opfer fiel. Der äußere Graben umfasste rund 55 × 55 Meter. |
| 7       | Dunaszentgyörgy, Várdomb (Burgus Lussonium 4)      | Die Erinnerung an eine wehrhafte Anlage im Westteil des Dorfes Dunaszentgyörgy ging wohl nie ganz verloren, da die Fundstelle als Várdomb (Burghügel) bis in das 20. Jahrhundert bekannt blieb. Der Archäologe Mór Wosinsky (1854–1907) fand an diesem Platz fünf Fragmente von Tegulae und ein Imbrex-Bruchstück. Aufgrund der Befundlage fand er es plausibel, an diesem Platz von einem kleinen Wachturm auszugehen. Heute können Wosinskys Angaben nicht mehr überprüft werden, da der Hügel nach einem großen Brand in den 1920er Jahren sowie erneut für ein Neubaugebiet in den 1950er schrittweise abgegraben wurde. Letztendlich nahm die Dorfschule den Platz der Fundstelle ein. Südlich des Várdomb bis hin zum noch bestehenden Janitscharenhügel fanden sich ebenfalls eine große Anzahl römischer Steindenkmäler und mehrere Gräber, darunter auch ein Steinsarkophag. Diese Befunde deuten auf eine römische Siedlung hin. Auch auf dem am Rande des Überschwemmungsgebietes der Donau gelegenen Janitscharenhügel selbst konnte Wosinszky Baureste feststellen, die wiederum mit einem Wachturm oder Burgus in Verbindung gebracht werden. Wosinszky berichtet, dass der Kiesstreifen der Limesstraße zwischen Fadd und Szekszárd gegen Ende des 19. Jahrhunderts noch gut im Gelände zu beobachten war. Neben dieser gab es in der Antike jedoch noch eine zweite Trasse, die direkt nach Tolna führte. |
| 7       | Dunaszentgyörgy, Janicsárdomb (Burgus Lussonium 5) | In der bereits durch die Forschungen Wosinskys lokalisierten römischen Siedlung im Südwestteil von Dunaszentgyörgy konnten neben den bereits oben genannten Befunden auch Ziegelgräber festgestellt werden. Im Siedlungsbereich liegt auch der Janitscharenhügel auf dessen Kuppe Wosinsky ein römisches Bauwerk feststellte. Die Archäologin Márta Kelemen führte 1966 eine Rettungsgrabung für ein Ziegelgrab an diesem Hügel durch. Ein Anwohner erklärte, dass er zwei bis drei Kilogramm schwere Werksteine rund 300 Meter südwestlich des Hügels gefunden habe, was Visy durch eigene Anschauung – unweit der Landstraße 6 – bestätigen konnte. Seiner Meinung nach ist – trotz fehlender eindeutiger Beweise – ein Wachturm auf dem Janitscharenhügel aufgrund der Lage anzunehmen. Der Verlauf der Limesstraße selbst ist in diesem Bereich ebenfalls nicht eindeutig feststellbar. |
| 7       | Dunaszentgyörgy – Déllő, Burgus Lussonium 6        | Die Turmstelle liegt auf einem sich sanft erhebenden Hügelrücken unmittelbar über einer zu einem Altarm der Donau gehörenden Flussaue. Das Gelände wird heute landwirtschaftlich genutzt. Östlich befindet sich die Straßenmündung von Tengelic zur Landstraße 6. Bereits Wosinsky notierte, dass er an diesem Platz auf einem größeren Gebiet Straßenschotter, römische Keramikscherben und Schutt fand. Auf Grundlage von luftbildarchäologischen und geophysikalischen Daten ist an diesem Platz mit einem Burgus oder einem spätrömischen Kleinkastell zu rechnen. Münzfunde des 3. und 4. Jahrhunderts unterstreichen diese Zeitstellung. Der äußere Umfang der auf Luftbildern sichtbaren Gräben beträgt über 90 bis 100 Meter. Bei Prospektionen wurde in diesem Bereich römische Keramik, Bruchsteine und Dachziegelfragmente entdeckt. Im Zuge der seit 1989 durchgeführten Feldbegehungen in den Weinbergen an der Westseite der Landstraße sind dort Spuren einer römischen Siedlung des 2. bis 4. Jahrhunderts bekannt geworden. |
| 7       | Vetlepuszta (Burgus Lussonium 8)                   | Die Turmstelle – einen Kilometer südlich von Vetlepuszta – befindet sich östlich der Limesstraße am Rand des erhöhten Ufersaums eines Altarms der Donau, der hier eine Kurve bildet. Während einer Feldstudie 1995 wurden nur wenig Bauschutt und einige Tegulae entdeckt. Über das Aussehen der Anlage ist fast nichts bekannt. |
| 7       | Fadd, Bodzás-dűlő, Bolha út (Burgus Lussonium 9)   | Rund 700 Meter südwestlich eines weit nach Westen ausholenden Altarms der Donau befindet sich in landwirtschaftlich genutztem Gelände ein kleiner Hügel auf dem ein römischer Wachturm stand. Die Stelle liegt im Norden von Fadd und westlich eines Schweinemastbetriebes. Ihr quadratischer Grundriss – unmittelbar westlich der Limesstraße – ist lediglich von Luftbildern her bekannt, doch der sie umgebende Doppelgraben kann im Südwesten auch noch als Bodenvertiefung im Gelände erkannt werden. Der äußere Graben war 65 Meter lang, der innere 45 Meter. Die Überreste sind von Erosion und intensiver Landwirtschaft bedroht. Das bei Feldbegehungen geborgene Fundgut bestand aus einer großen Zahl von Münzen, die der zweiten Hälfte des 4. Jahrhunderts zugeordnet werden konnten. Das Gesamtspektrum des Münzguts reichte von der Regierungszeit des Kaisers Constantius II. (337–361) bis zu Valens (364–378). Außerdem wurden Keramik- und Ziegelsteinfragmente geborgen. Die teilweise glasierte Keramik ist ebenfalls typisch für das 4. Jahrhundert. |
| 7       | Fadd                                               | Westlich der Ortschaft Fadd und östlich der Landstraße 6 wurde inmitten landwirtschaftlich genutzter Fluren die Limesstraße beobachtet. |
| 7       | Fadd, Cseri-dűlő, Haris (Burgus Lussonium 10)      | Nur wenig südlicher des oben beobachteten Punktes, südwestlich von Fadd, entdeckte der Luftbildarchäologe Otto Braasch 1998 in landwirtschaftlich genutztem Gebiet die Reste eines spätantiken Wachturms. Die Stelle liegt südwestlich von Fadd an einem Feldweg. Der Turm wird von einem rechteckigen Doppelgraben mit abgerundeten Ecken umfasst. Der äußere Graben umfasste 56 × 48 Meter, der innere war rund 23 Meter breit. Der Luftbildbefund legt nahe, dass der östliche äußere Graben des Turmes mit dem westlichen Straßenbegleitgraben der Limestrasse zusammenfällt. Außerdem könnte der äußere Graben einmal renoviert worden sein. Im Zentrum der Anlage wurden im Luftbild bisher keine Spuren des eigentlichen Straßenturms entdeckt. Möglicherweise muss mit einer hölzernen Konstruktion gerechnet werden. Die Münzen von diesem Platz stammen aus dem 4. Jahrhundert, im Inneren des Grabenrings könnte ein Holzturm gestanden haben. Im Herbst 2009 wurde der südliche Streifen des Grabenwerks auch am Boden festgestellt und mit den Luftbildern in Übereinstimmung gebracht. |
| 8       | Tolna                                              | Im Osten der südungarischen Stadt lag mutmaßlich das archäologisch nicht gesicherte Kastell Tolna. |

## Fundverbleib
Frühe Funde wie Ziegelstempel kamen im 19. Jahrhundert in das Museum von Gödöllő.

## Denkmalschutz
Die Denkmäler Ungarns sind nach dem Gesetz Nr. LXIV aus dem Jahr 2001 durch den Eintrag in das Denkmalregister unter Schutz gestellt. Zuständig ist das Staatliche Amt für das Kulturelle Erbe (Kulturális Örökségvédelmi Hivatal; KÖH) in Budapest. Der Burgus Dunakeszi sowie alle anderen Limesanlagen gehören als archäologische Fundstätten nach § 3.1 zum national wertvollen Kulturgut. Alle Funde sind nach § 2.1 Staatseigentum, egal an welcher Stelle der Fundort liegt. Verstöße gegen die Ausfuhrregelungen gelten als Straftat bzw. Verbrechen und werden mit Freiheitsentzug von bis zu drei Jahren bestraft.